# La Libertad (Negros Oriental)
La Libertad és un municipi de la província de Negros Oriental, a la regió filipina de les Visayas Centrals. Segons les dades del cens de l'any 2007 té una població de 37.007 habitants distribuïts en una superfície de 139,60 km².

## Divisió administrativa
La Libertad està políticament subdividida en 29 barangays.
| - Aniniaw - Aya - Bagtic - Biga-a - Busilak - Cangabo - Cantupa - Elecia (Talostos) - Eli - Guihob | - Kansumandig - Mambulod - Mandapaton - Manghulyawon - Manluminsag - Mapalasan - Maragondong - Martilo - Nasungan - Pacuan | - Pangca - Pisong - Pitogo - Poblacion North - Poblacion South - San Jose - Solongon - Tala-on - Talayong |